# Colinus leucopogon
Il colino macchiato o colino ventre bianco  (Colinus leucopogon (Lesson, 1842)), è un uccello della famiglia Odontophoridae che vive in Centro America.

## Distribuzione e habitat
Il colino macchiato vive esclusivamente in America Centrale ed in particolare in tutto lo stato di El Salvador, nella parte centrale e sud-occidentale del Guatemala, nella parte centrosettentrionale dell'Honduras, nella fascia della costa pacifica di tutto il Nicaragua e del nord della Costa Rica.

## Tassonomia
La specie comprende 6 sottospecie:
- Colinus leucopogon incanus Friedmann, 1944 - diffusa nel sud del Guatemala.
- Colinus leucopogon hypoleucus (Gould, 1860) - diffusa nel El Salvador e Guatemala occidentale.
- Colinus leucopogon leucopogon (Lesson, R, 1842) - diffusa nel sud-est di El Salvador e Honduras occidentale.
- Colinus leucopogon leylandi (Moore, TJ, 1859) - diffusa nell'Honduras nordoccidentale.
- Colinus leucopogon scaltri (Bonaparte, 1856) - diffusa nel centro e sud-ovest dell'Honduras e nel Nicaragua nordoccidentale.
- Colinus leucopogon dicceli Conover, 1932 - diffusa nella Costa Rica centrale e nordoccidentale.